# Parafia św. Katarzyny w Odrzykoniu
Parafia św. Katarzyny w Odrzykoniu − parafia rzymskokatolicka, znajdująca się w archidiecezji przemyskiej, w dekanacie Krosno I.

## Historia
Parafia w Odrzykoniu została erygowana w drugiej połowie XIV wieku. Prawdopodobnie przy lokacji wsi została uposażona została za króla Kazimierza Wielkiego. W 1479 roku pojawiła się pierwsza wzmianka w dokumentach źródłowych, jest wzmianka o proboszczu ks. Stanisławie Trawce. W 1658 roku Zofia ze Skotnickich, żona Jakuba Kalińskiego, podczaszego Sanockiego, ufundowała w kościele prebendę Bractwa Najświętszego Imienia Jezus. 
W 1646 roku był wzmiankowany drewniany kościół pw. św. Katarzyny. W latach 1867–1873 zbudowano obecny murowany kościół w stylu neogotyckim. W 1873 roku poświęcono kamień węgielny. 7 maja 1902 roku odbyła się konsekracja kościoła pw. św. Katarzyny Dziewicy i Męczennicy i Matki Bożej Różańcowej, której dokonał bp Józef Sebastian Pelczar. 
W kościele znajduje się m.in. chrzcielnica z końca XV wieku, dzwon z 1507 roku i sygnaturkę z 1536 roku, drewniane, późnobarokowe antependium z płaskorzeźbą Ostatniej Wieczerzy, wykonane ok. 1700 roku. 
W 1904 roku malarz Karol Popiel wykonał polichromię. Podczas II wojny światowej został spalony dach jednej z wież kościelnych. W latach 2007–2010 wykonano remont wierzy, sygnaturki i dachu. 
W 2003 roku podczas Nawiedzenia Obrazu Matki Bożej Jasnogórskiej podjęto decyzję o budowie Dróżek Różańcowych. Z fundacji ks. prał. Stanisława Władyki zbudowano 20 kaplic. W 2005 roku odbyło się pierwsze nabożeństwo, a 4 lipca 2010 roku abp Józef Michalik poświęcił kapliczki Dróżek Różańcowych.
Na terenie parafii jest 2 865 wiernych (w tym: Odrzykoń – 2 128, Bierska – 29, Głębokie – 190, Łysa Góra – 32, Podbratkówka – 141, Podlesie – 12, Podzamcze – 158, Rzeki – 56, Skalickie – 4, Zawodzie – 87).
Proboszczowie parafii:
1479–1510. ks. Stanisław Trawka.
?–1566. ks. Stanisław Frysztacki.
1566. ks. Mikołaj Fustrowski.
1567–1574. ks. Wawrzyniec z Sanoka.
1574–1578. ks. Marian Wiślicki.
1595–1638. ks. Mikołaj Małżowiej.
1639–1641. ks. Albert Radziszewski.
1641–1675. ks. Jan Połaski.
1675–1704. ks. Szymon Lubaszewski.
1707–1735. ks. Poppo Józef Jan Kałużyński.
1735–1736. ks. Kasper Kukulski.
1762. ks. Franciszek Jabłonowski.
1769–1778. ks. Antoni Gołaszewski.
?–1810. ks. Józef Wilusz.
1810– ks. Florian Winkler.
1828–1871. ks. Szymon Serafin.
1871–1901. ks. Tomasz Gliwa.
1901. ks. Władysław Kędra (administrator).
1901–1952. ks. Ernest Świątek.
1950–1965. ks. Józef Kluz (administrator).
1965–2003. ks. kan. Kazimierz Poźniak.
2003–2018. ks. prał. Jan Rydzik.
2018– nadal ks. Krzysztof Pietrasz.